# Częstość własna
Częstość własna — częstość drgań własnych, czyli takich, jakie może wykonać układ po wytrąceniu z położenia równowagi i odizolowaniu od wpływu oddziaływań zakłócających równowagę.